# 윤창수 (축구 선수)
윤창수(尹昌洙, 1991년 7월 8일~)는 재일 한국인 축구 선수이다. 현재 FC 기후 소속으로 뛰고 있다.